# Klaus Sulzenbacher
Klaus Sulzenbacher (Kitzbühel, 3 de febrero de 1965) es un deportista austríaco que compitió en esquí en la modalidad de combinada nórdica. 
Participó en tres Juegos Olímpicos de Invierno, entre los años 1984 y 1992, obteniendo en total cuatro medallas: dos en Calgary 1988, plata en trampolín normal + 15 km individual y bronce en la prueba por equipo (junto con Günther Csar y Hansjörg Aschenwald), y dos bronces en Albertville 1992, en el trampolín normal + 15 km individual y en la prueba por equipo (con Klaus Ofner y Stefan Kreiner).
Ganó dos medallas en el Campeonato Mundial de Esquí Nórdico de 1991, oro en la prueba por equipo y plata en el trampolín normal + 15 km individual.

## Palmarés internacional
| Juegos Olímpicos   | Juegos Olímpicos       | Juegos Olímpicos  | Juegos Olímpicos          |
| Año                | Lugar                  | Medalla           | Prueba                    |
| ------------------ | ---------------------- | ----------------- | ------------------------- |
| 1988               | Calgary (Canadá)       | Medalla de plata  | TN + 15 km individual     |
| 1988               | Calgary (Canadá)       | Medalla de bronce | TN + 3 × 10 km por equipo |
| 1992               | Albertville (Francia)  | Medalla de bronce | TN + 15 km individual     |
| 1992               | Albertville (Francia)  | Medalla de bronce | TN + 3 × 10 km por equipo |
| Campeonato Mundial |                        |                   |                           |
| Año                | Lugar                  | Medalla           | Prueba                    |
| 1991               | Val di Fiemme (Italia) | Medalla de oro    | TN + 3 × 10 km por equipo |
| 1991               | Val di Fiemme (Italia) | Medalla de plata  | TN + 15 km individual     |